# Banc del Canadà
El Banc de Canadà (BoC; francès: Banque du Canada, anglès Bank of Canada) és l'actual banc central del Canadà. Constituït el 1934 sota la Llei del Banc del Canadà, és responsable de formular la política monetària del Canadà, i de promoure un sistema financer segur i sòlid al Canadà. El Banc de Canadà és l'única autoritat emissora de bitllets canadencs, ofereix serveis bancaris i gestió de diners per al govern, i presta diners a institucions financeres canadenques. El contracte per produir els bitllets és de la Canadian Bank Note Company des de 1935.
La seu del Bank of Canada es troba a l'edifici del Bank of Canada, 234 Wellington Street a Ottawa, Ontario. L'edifici també albergava el Museu del Banc del Canadà, que es va obrir el desembre de 1980 i es va tancar temporalment el 2013. A partir del juliol de 2017, el museu ara es troba al carrer Bank 30, Ottawa, Ontario, però està connectat amb els edificis principals a través de les sales de reunions subterrànies del Banc del Canadà.